# Stadmania acuminata
Stadmania acuminata är en kinesträdsväxtart som beskrevs av René Paul Raymond Capuron. Stadmania acuminata ingår i släktet Stadmania och familjen kinesträdsväxter. Inga underarter finns listade i Catalogue of Life.